# Vicente de la Mata
Vicente de la Mata (* 15. Januar 1918 in Rosario; † 4. August 1980 ebenda) war ein argentinischer Fußballspieler. Er gewann mit der Nationalmannschaft seines Heimatlandes dreimal die Copa América und wurde auf Vereinsebene mit CA Independiente genauso oft argentinischer Fußballmeister.

## Karriere

### Vereinskarriere
Vicente de la Mata wurde am 15. Januar 1918 in Rosario, der heutzutage drittgrößten Stadt Argentiniens, geboren. Mit dem Fußballspielen begann er in den Jugendauswahlen von Central Córdoba in seiner Heimatstadt. Dort spielte er zunächst von 1930 bis 1936 in der Jugend und wenig später für ein paar Monate in der ersten Mannschaft. Von dort aus verpflichtete ihn der erfolgreiche Klub CA Independiente aus dem vor den Toren der Hauptstadt Buenos Aires gelegenen Partido Avellaneda. Bei Independiente sollte De la Mata dann auch seine erfolgreichste Zeit als Fußballspieler erleben. In vierzehn Jahren von 1937 bis 1950 absolvierte der Angreifer insgesamt 362 Ligaspiele im Trikot von Independiente Avellaneda, in denen ihm 151 Torerfolge gelangen. In der Saison 1938 schaffte Vicente de la Mata mit CA Independiente den ersten Meistertitel in seiner Laufbahn. Nach dem Ende aller Spieltage stand man in der Primera División auf dem ersten Platz mit einem Vorsprung von zwei Punkten auf den amtierenden Champion River Plate. Ein Jahr darauf konnte man dann diesen Titelgewinn verteidigen, die Primera División 1939 wurde erneut auf dem ersten Rang beendet, diesmal mit einem Vorsprung von sechs Zählern erneut auf River Plate sowie das punktgleiche CA Huracán. In der Folge sollte es allerdings eine ganze Weile dauern, bis Vicente de la Mata seinen dritten und letzten Meistertitel mit Independiente Avellaneda feiern konnte. Nun Jahre nach dem Titelgewinn von 1939 stand man in der Primera División 1948 schließlich wieder ganz oben im Klassement. Erster wurde Independiente diesmal mit einem Vorsprung von vier Punkten abermals gegenüber River Plate. Danach spielte Vicente de la Mata noch zwei weitere Jahre im Trikot von CA Independiente, ehe er 1950 nach vierzehn Jahren im Klub zum zweiten Mal in seiner Laufbahn den Arbeitgeber wechselte.
Für zwei Jahre verpflichtete er sich in der Folge den Newell’s Old Boys aus seiner Heimatstadt Rosario. Mit dem damals eher im Abstiegskampf befindlichen Verein hielt De la Mata zweimal die Klasse in der höchsten argentinischen Spielklasse, ehe er nach Ablauf der Spielzeit 1952 seine aktive Karriere als Fußballspieler im Alter von 34 Jahren beendete. Später wurde De la Mata Trainer und coachte in dieser Funktion unter anderem Independiente, seinen Heimatverein Central Córdoba oder Sportivo Dock Sud, ohne jedoch dabei großen Erfolg zu haben.

### Nationalmannschaft
Zwischen 1937 und 1946 brachte es Vicente de la Mata auf insgesamt dreizehn Länderspiele für die argentinische Fußballnationalmannschaft. Dabei gelangen ihm sechs Treffer. In seiner Länderspielkarriere gewann De la Mata dreimal die Copa América. Ein erster Erfolg hier gelang 1937, als man im Entscheidungsspiel um den Titel den ewigen Rivalen Brasilien mit 2:0 nach Verlängerung bezwang. Doppeltorschütze in der 109. und 112. Spielminute war Vicente de la Mata von Independiente Avellaneda. In Chile 1945 war Argentinien mit Vicente de la Mata ein zweites Mal erfolgreich. Man beendete die Tabelle als Sieger mit einem Punkt vor Brasilien. Und nur ein Jahr später war es dann auch ein drittes Mal soweit und Vicente de la Mata konnte seinen dritten Copa-América-Sieg verbuchen. Bei dem Heimturnier 1946 rangierte man am Ende auf Rang eins mit einem Vorsprung von drei Punkten abermals vor den Brasilianern. Im gleichen Jahr endete De la Matas Länderspielkarriere auch nach dreizehn internationalen Auftritten.

## Erfolge
- Copa América: 3×

1937, 1945 und 1946 mit der argentinischen Nationalmannschaft
- Argentinische Meisterschaft: 3×

1938, 1939 und 1948 mit CA Independiente